# Giorgio Michelotti
(Giorgio Michelotti)
Giorgio Michelotti (Tripoli, 20 gennaio 1936 – Catania, 20 agosto 2017) è stato un calciatore e allenatore di calcio italiano, di ruolo difensore.

## Carriera
Da giocatore, è cresciuto nel Viareggio ed ha vestito le maglie di Como e Catania, squadra con cui ha giocato in Serie A (76 presenze in Serie A dal 1960 al 1966).
Ha disputato 2 partite con la Nazionale militare.
Da allenatore è rimasto prevalentemente in Serie C, affiancando al massimo il direttore tecnico Guido Mazzetti nel Catania, in Serie B.